# Parque da Liberdade
O Parque da Liberdade (em inglês: Liberty Park) é um parque público elevado com cerca de 0,40 hectares no World Trade Center, em Manhattan, Nova Iorque, com vista para o Memorial e Museu Nacional do 11 de Setembro, na parte sul de Manhattan. O parque, inaugurado em 29 de junho de 2016, está localizado acima do Centro de Segurança Veicular do World Trade Center. O Santuário Nacional de São Nicolau está localizado dentro do parque, assim como a obra A Esfera, de Fritz Koenig, a icônica escultura resgatada do local do World Trade Center. Outra estátua, o Monumento à Resposta da América, também está localizada no parque.

## História

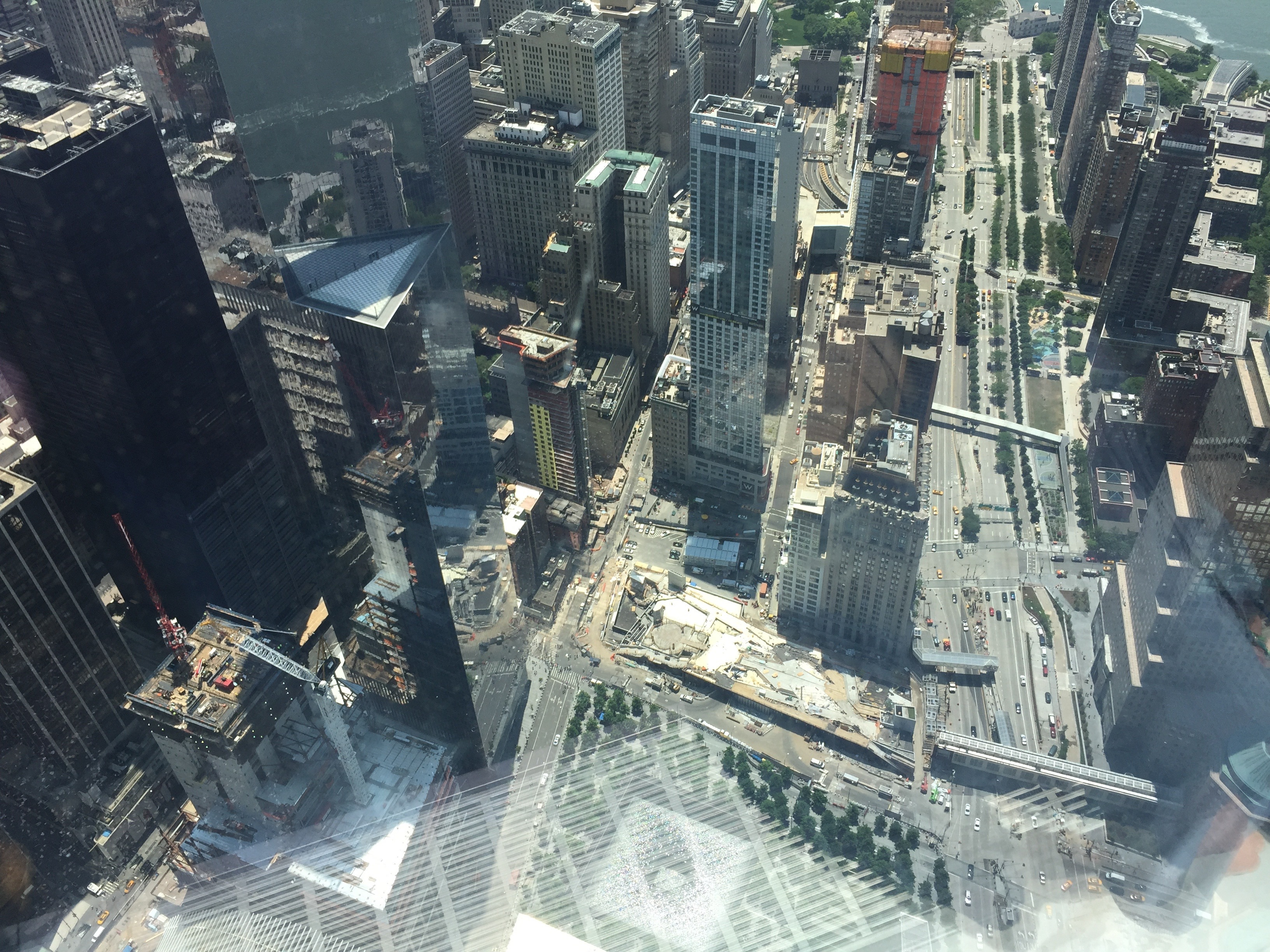
Parque da Liberdade visto do One World Observatory no One World Trade Center durante a construção

A construção começou em 2013, quando o Centro de Segurança Veicular foi concluído. O Parque da Liberdade está localizado no topo do Centro de Segurança Veicular, que protege o local de veículos não autorizados. O estacionamento está ligado à área do saguão, que alimenta todo o local do World Trade Center, com 16 acres. Cerca de US$ 50 milhões foram alocados para a construção do parque pela Autoridade Portuária de Nova Iorque e Nova Jérsei em dezembro de 2013. O parque foi inaugurado em 29 de junho de 2016. Em 16 de agosto de 2017, a Autoridade Portuária de Nova Iorque e Nova Jérsei instalou a obra A Esfera dentro do parque, com vista para sua localização original.

## Descrição

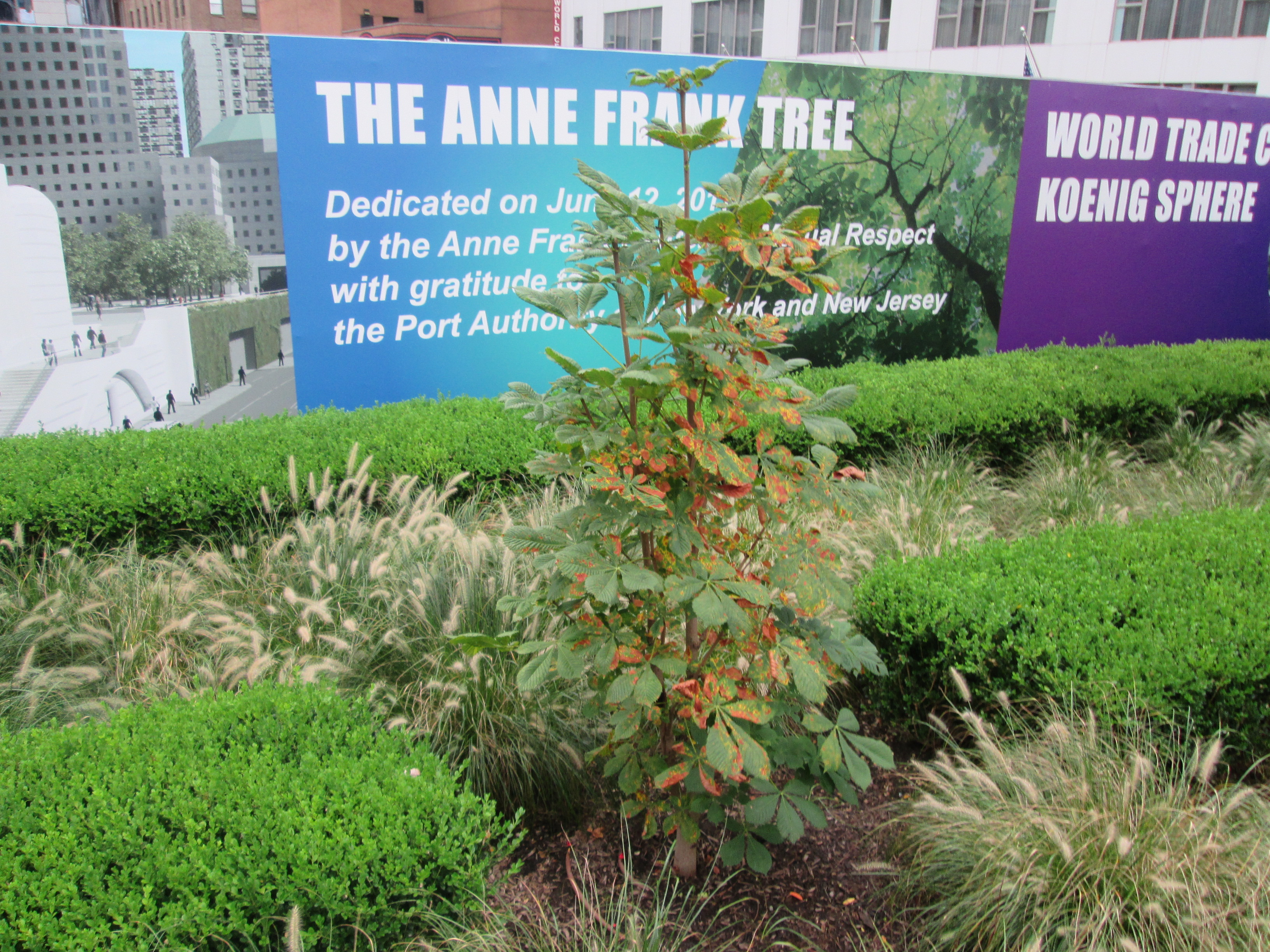
A muda da árvore de Anne Frank

O parque tem capacidade para 750 pessoas e é o telhado do Centro de Segurança Veicular. Uma “parede viva”, com 102 metros de comprimento e 6,1 metros de altura, está localizada na fachada norte do parque, ao lado da Liberty Street. Contém 826 painéis, nos quais estão fixadas “pervinca, euphorbia japonesa, trepadeira-de-inverno, junco e hera báltica”. Uma passarela da ponte pedonal curva-se ao longo do parque. As saídas incluem três escadas, a ponte pedonal e uma rampa reta que desce até à Rua Greenwich. Uma dessas escadas, uma escadaria larga, está localizada no lado leste do parque, entre a Rua Greenwich a leste e a parte de trás da igreja a oeste. Há bancos de madeira e um pequeno espaço elevado semelhante a um anfiteatro na extremidade oeste do parque, de frente para a Rua West. Por fim, há um “mirante contínuo” ao longo de grande parte da Liberty Street, além de uma “varanda levemente curva” aos pés da igreja. Uma muda da árvore de Anne Frank está localizada ao lado da rampa no canto sudeste do Parque da Liberdade.

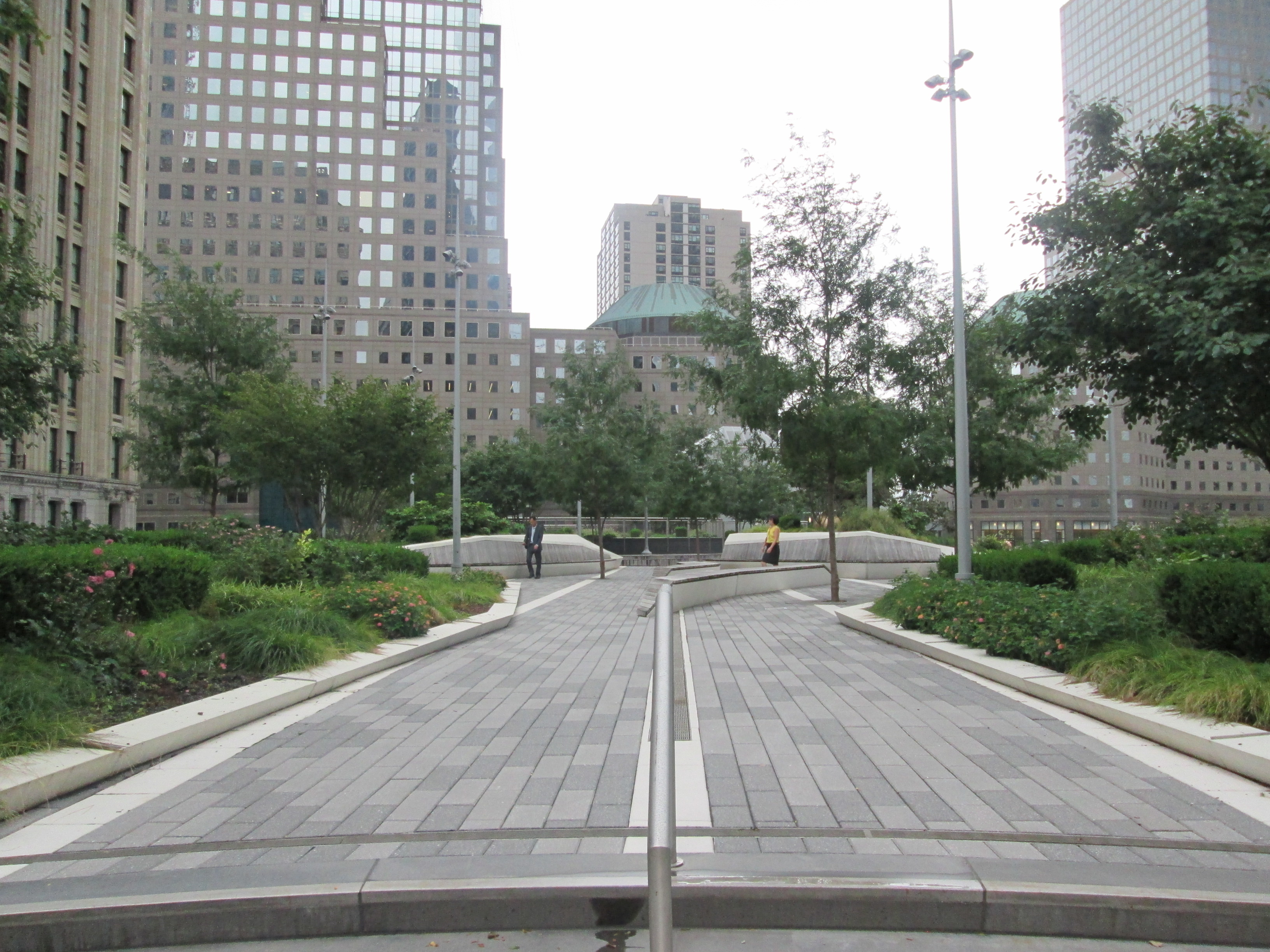
Vista do parque em frente à Igreja Ortodoxa Grega de São Nicolau

O 5 World Trade Center está sendo construído no terreno baldio adjacente ao parque. É o antigo local do edifício do Deutsche Bank.
O parque tem vista para o Memorial & Museu Nacional do 11 de Setembro e tem uma conexão com a Ponte da Liberty Street. A Igreja de São Nicolau, destruída nos ataques de 11 de setembro, está sendo reconstruída no parque, com um novo projeto de Santiago Calatrava, que também projetou o Centro de Transportes. O parque, localizado a 7,6 metros acima da Liberty Street, tem pouco mais de um acre (4.000 m²) de área.

### Localização daA Esfera

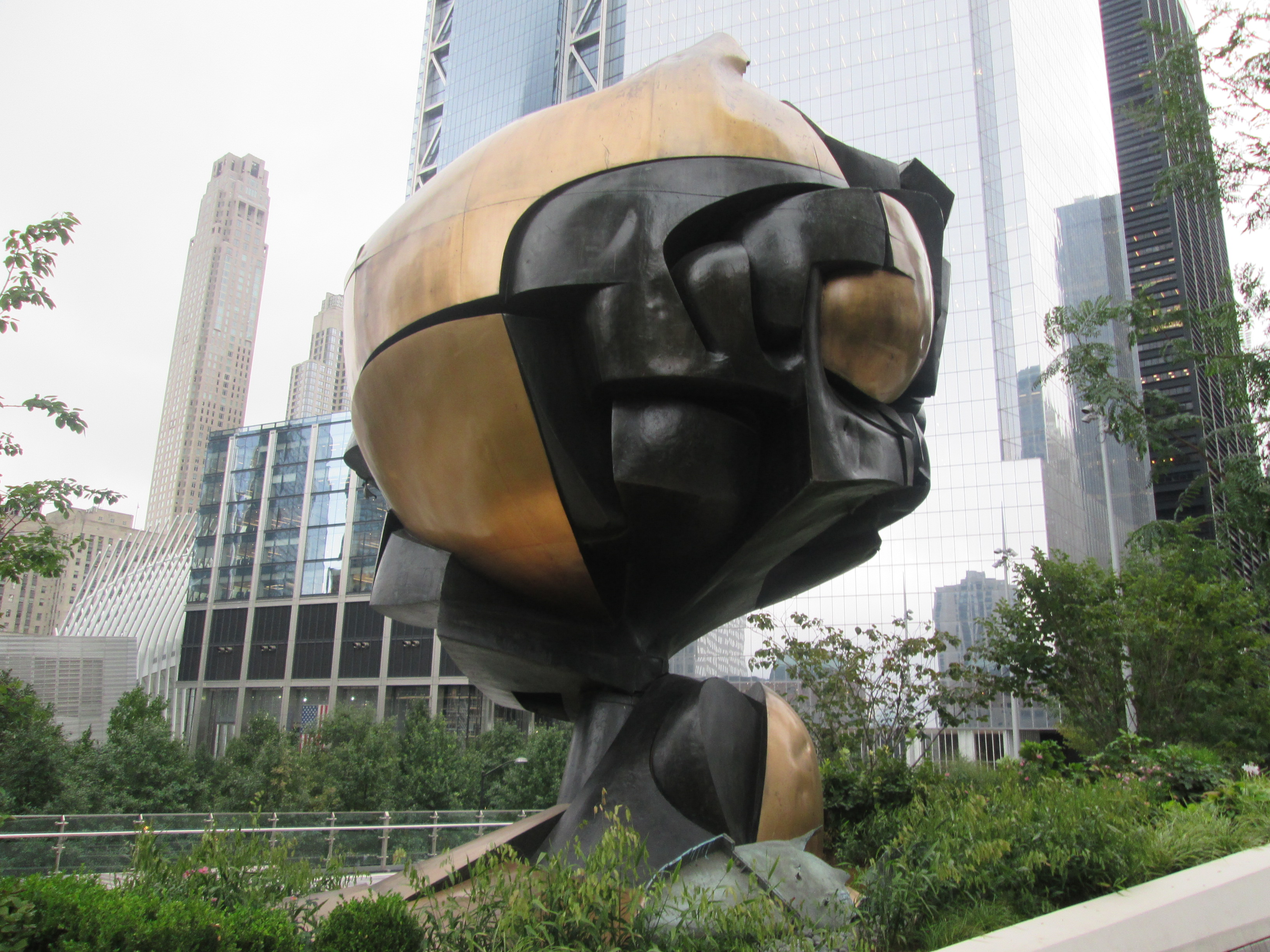
A Esfera, setembro de 2018

A Esfera (em inglês: The Sphere), uma grande escultura de bronze fundido do artista alemão Fritz Koenig, ficava na Austin J. Tobin Plaza, entre as torres do World Trade Center, em Manhattan. Recuperada dos escombros após os ataques de 11 de setembro de 2001, intacta, mas visivelmente danificada, a Esfera foi reerguida no Battery Park, perto do Hope Garden. Quando começaram as obras de restauração do gramado do Battery Park, a Autoridade Portuária de Nova Iorque e Nova Jérsei (PANYNJ), proprietária da esfera, considerou colocá-la no Parque da Liberdade, que ficará localizado entre o edifício da 90 West Street e o Memorial do World Trade Center. As obras do Parque da Liberdade só começaram em 2013, então era necessário encontrar um local para colocar a esfera até que o Parque da Liberdade fosse concluído. Em fevereiro de 2011, a Autoridade Portuária ainda não havia tomado uma decisão oficial sobre onde colocar a escultura após o início da construção do Battery Park, forçando a escultura a ser removida. Até a inauguração do Parque da Liberdade, a esfera ficaria armazenada.
Quando o parque foi inaugurado em junho de 2016, a questão ainda não havia sido solucionada. Em 22 de julho de 2016, a Autoridade Portuária votou pela transferência da escultura para o Parque da Liberdade, e, em agosto de 2017, a Autoridade Portuária de Nova Iorque e Nova Jérsei transferiu a escultura para o Parque da Liberdade. Em 6 de setembro de 2017, a Esfera foi inaugurada em seu local definitivo no Parque da Liberdade, com vista para o World Trade Center.

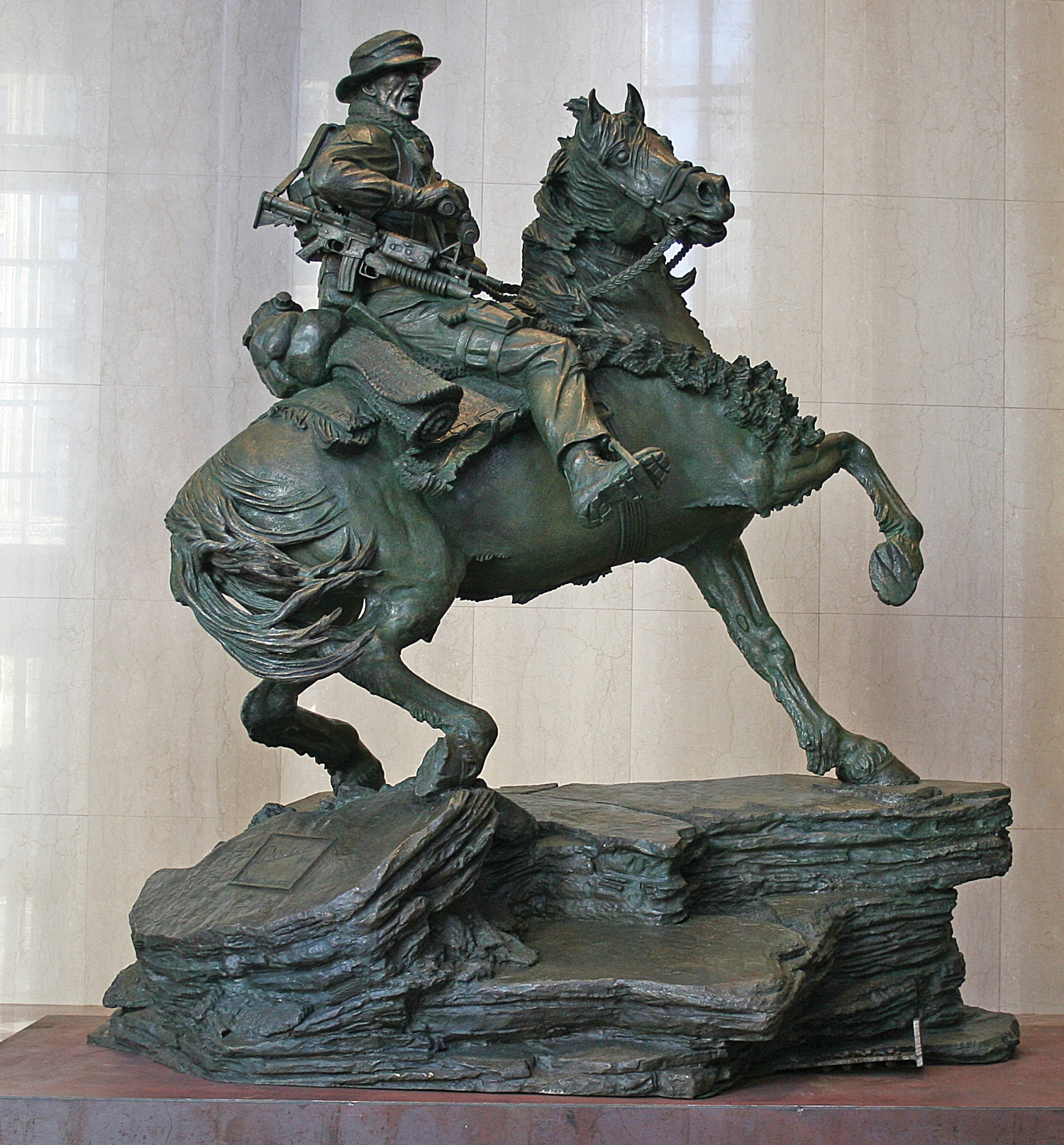
Monumento "America's Response" (Resposta da América)

O Monumento Resposta da América, uma estátua de bronze em escala real e meia que comemora as ações das Forças de Operações Especiais dos Estados Unidos nas primeiras semanas da Guerra no Afeganistão e foi revelado ao público durante a Parada do Dia dos Veteranos na cidade de Nova Iorque, em 11 de novembro de 2011. A estátua foi inaugurada em uma cerimônia liderada pelo vice-presidente Joe Biden e pelo tenente-general John Mulholland, comandante do Comando de Operações Especiais do Exército dos EUA e ex-comandante da Força-Tarefa Dagger durante os primeiros dias da Guerra no Afeganistão. Soldados representando o Comando de Operações Especiais do Exército dos Estados Unidos participaram da cerimônia de inauguração.
A inscrição na base da escultura traz seu nome, America's Response Monument (Monumento Resposta da América), e o subtítulo em latim De Oppresso Liber. O subtítulo, tradicionalmente traduzido como “libertar os oprimidos”, é o lema dos Boinas Verdes, no qual o monumento foi inspirado. Um pedaço de aço do World Trade Center original está embutido na base. É o primeiro monumento público em homenagem às Forças Especiais do Exército dos Estados Unidos.
O custo de US$ 750.000 da estátua foi custeado por centenas doações oriundas de cidadãos particulares, incluindo alguns sobreviventes dos ataques de 11 de setembro. A estátua foi temporariamente colocada no saguão da West Street, dentro do One World Financial Center, em Nova Iorque, em frente ao Ground Zero. Em 13 de setembro de 2016, a estátua foi novamente inaugurada em um espaço elevado no lado sul do Ground Zero, dentro do Parque da Liberdade.

### Igreja Ortodoxa Grega de São Nicolau

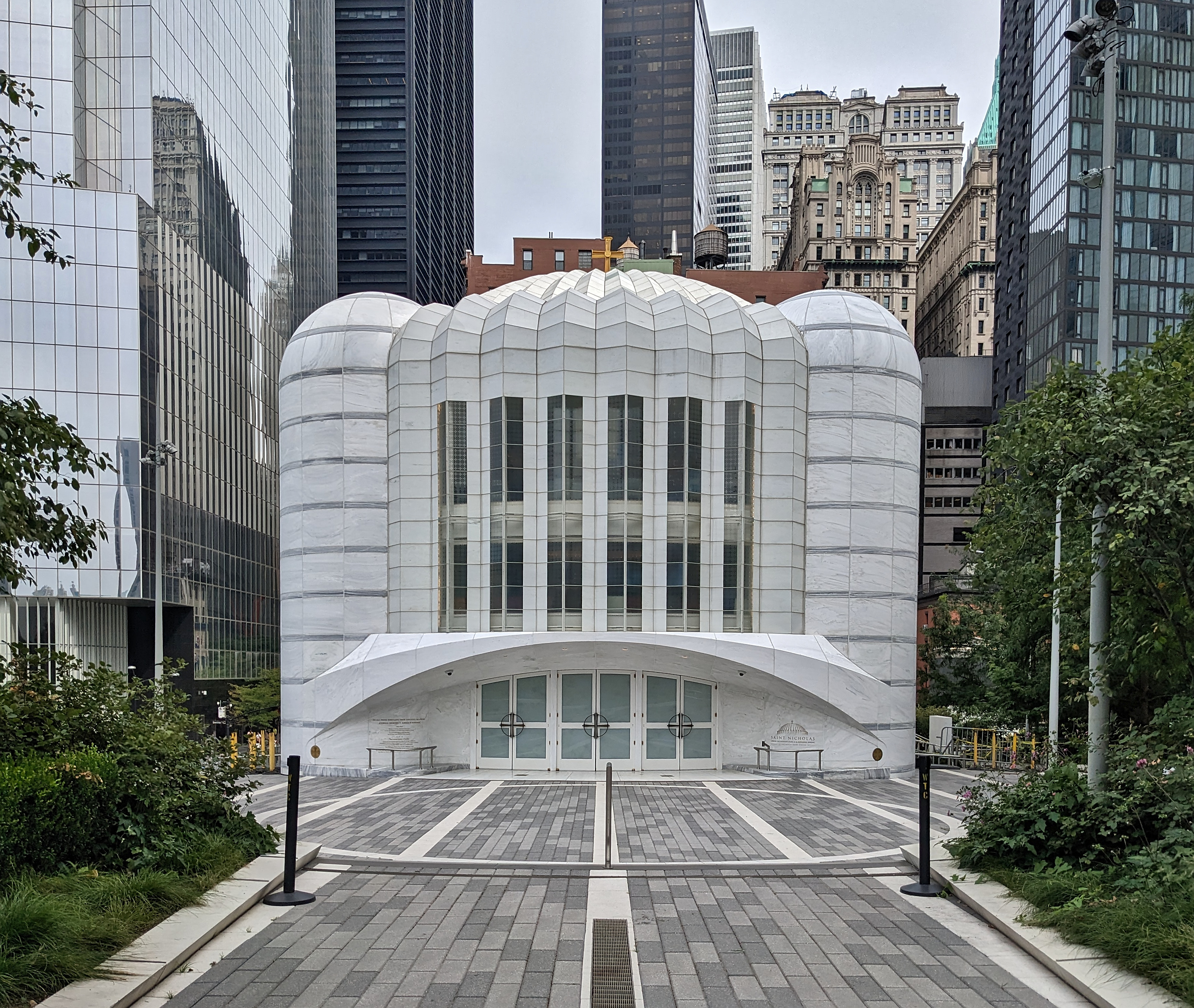
A Igreja Ortodoxa Grega de São Nicolau vista em agosto de 2023

Em 23 de julho de 2008, a Autoridade Portuária de Nova Iorque e Nova Jérsei chegou a um acordo com os líderes da Igreja Ortodoxa Grega de São Nicolau para que a Autoridade Portuária adquirisse o terreno de 1.200 pés quadrados (110 m²) que a igreja ocupava, por US$ 20 milhões, dos quais US$ 10 milhões viriam da Autoridade Portuária e os outros US$ 10 milhões do JPMorgan Chase.
Além disso, a Autoridade Portuária estava disposta a pagar até US$ 40 milhões para construir uma plataforma à prova de bombas embaixo dela. Em março de 2009, a Autoridade Portuária declarou que havia encerrado as negociações com a igreja e cancelado completamente a construção da igreja de São Nicolau. A Autoridade Portuária alegou que a igreja estava pedindo demais e que isso poderia atrasar todo o projeto do World Trade Center. A Arquidiocese afirma que só queria recuperar a igreja, e que um terço do edifício seria um memorial ao 11 de setembro, um local onde pessoas de todas as religiões pudessem rezar e recordar aqueles que morreram nos ataques.
O arquiteto Santiago Calatrava foi encarregado de projetar a nova igreja de São Nicolau. Seus planos foram inspirados nas grandes igrejas bizantinas de Hagia Sophia e da Igreja de São Salvador em Cora, ambas em Istambul. A igreja será construída no Parque da Liberdade; o local da nova igreja fica a leste do local original, na 155 Cedar Street. Em 2013, a construção da nova igreja estava prevista para começar no início de 2014 e terminar no final de 2017. A nova igreja foi construída com aço e concreto, mas o exterior é revestido com pedra. A construção da nova igreja começou no início de 2014, e, após inúmeros atrasos, foi concluída em 2022.